# Omphale petatlana
Omphale petatlana är en stekelart som beskrevs av Christer Hansson 1997. Omphale petatlana ingår i släktet Omphale och familjen finglanssteklar.
Artens utbredningsområde är Costa Rica. Inga underarter finns listade i Catalogue of Life.